# Frank Kammerzell
Frank Kammerzell, né le 21 avril 1961 à Asbach (localité de Bad Hersfeld), est un égyptologue allemand spécialisé dans la linguistique égyptologique et professeur à l'université Humboldt de Berlin.

## Biographie
Kammerzell étudie d'abord l'histoire médiévale et moderne à partir de 1980, puis l'égyptologie, la coptologie, la linguistique générale et indo-européenne ainsi que l'assyriologie. Entre 1983 et 1990, il travaille en parallèle comme traducteur indépendant. De 1987 à 1989, Kammerzell bénéficie d'une bourse d'études supérieures du Land de Basse-Saxe et obtient son doctorat à l'université Georg August de Göttingen avec une thèse sur les études de la langue et de l'histoire des Karers[Quoi ?] en Égypte. En 1991, il devient collaborateur scientifique, puis assistant et maître-assistant au séminaire d'égyptologie et de coptologie. Son habilitation a pour thème « le contact linguistique et le changement de langue dans l'Égypte ancienne ». Au printemps 1999, il effectue un séjour de recherche au Département d'égyptologie de l'Université hébraïque de Jérusalem, et en 2002, il est professeur invité à l'université de Vienne. En 2003, Kammerzell est nommé professeur au séminaire d'archéologie et d'histoire culturelle de l'Afrique du Nord-Est de l'université Humboldt de Berlin.
Kammerzell s'occupe de la phonologie, de la morphologie, de la syntaxe et du lexique de la langue égyptienne, de l'histoire de la langue et de la typologie diachronique de l'égyptien, du contact linguistique et de la parenté linguistique, de l'origine, du système, de l'utilisation et de l'histoire de l'écriture, de l'histoire des Karers en Égypte et de l'histoire de la recherche. Il est également traducteur. Avec Friedrich Junge et Antonio Loprieno, Kammerzell a fondé la revue spécialisée « Lingua Aegyptia - Journal of Egyptian Language Studies », dont il est toujours l'un des éditeurs. À l'origine, la revue était publiée directement par le séminaire d'égyptologie et de coptologie de l'université Georg August de Göttingen. Entre-temps, elle est parue aux éditions Widmaier à Hambourg.

## Publications
- Studien zu Sprache und Geschichte der Karer in Ägypten, Harrassowitz, Wiesbaden, 1993,  (ISBN 3-447-03411-4)
- Panther, Löwe und Sprachentwicklung im Neolithikum. Bemerkungen zur Etymologie des ägyptischen Theonyms M3fd.t, zur Bildung einiger Raubtiernamen im Ägyptischen und zu einzelnen Grosskatzenbezeichnungen indoeuropäischer Sprachen. Wolfhart Westendorf zu seinem siebzigsten Geburtstag gewidmet, Studia monographica, Band 1,  (ISSN 0946-8641), Seminar für Ägyptologie und Koptologie, Göttingen, 1994.